# Lajos Tóth
Lajos Tóth   (Debrecen, 25 d'agost de 1914 - Debrecen, 24 d'agost de 1984) va ser un gimnasta artístic hongarès que va competir durant les dècades de 1930, 1940 i 1950.
El 1936 va prendre part en els Jocs Olímpics de Berlín, on disputà vuit proves del programa de gimnàstica. Destaca la setena posició en la prova del concurs complet per equips, mentre en totes les proves individuals finalitzà més enllà de la desena posició. El 1948, una vegada finalitzada la Segona Guerra Mundial, va disputar els Jocs de Londres, on va prendre part en vuit proves del programa de gimnàstica. Guanyà la medalla de bronze en la prova del concurs complet per equips, mentre en les proves individuals destaca una novena posició en la barra fixa. Quatre anys més tard, als Jocs de Hèlsinki, tornà a disputar vuit proves del programa de gimnàstica. Destaca la sisena posició en la prova del concurs complet per equips, mentre en la resta de proves finalitzà en posicions molt endarrerides.